# Royal Park (del av en befolkad plats)
Royal Park är en del av en befolkad plats i Australien. Den ligger i kommunen Charles Sturt och delstaten South Australia, omkring 10 kilometer nordväst om delstatshuvudstaden Adelaide. Antalet invånare är 2 864.
Runt Royal Park är det mycket tätbefolkat, med 1 517 invånare per kvadratkilometer.. Närmaste större samhälle är Adelaide, omkring 10 kilometer sydost om Royal Park.
Runt Royal Park är det i huvudsak tätbebyggt. Genomsnittlig årsnederbörd är 593 millimeter. Den regnigaste månaden är juli, med i genomsnitt 95 mm nederbörd, och den torraste är december, med 13 mm nederbörd.